# 9064 Джондевіс
9064 Джондевіс (9064 Johndavies) — астероїд головного поясу, відкритий 21 січня 1993 року.
Тіссеранів параметр щодо Юпітера — 3,481.